# MotoGP 17
MotoGP 17 è un videogioco del 2017 sviluppato dall'azienda italiana Milestone, basato sul motomondiale 2017 di MotoGP.
Il titolo è uscito il 15 giugno 2017 in tutto il mondo per PlayStation 4, Xbox One e Microsoft Windows.